# VNV Nation
I VNV Nation sono un gruppo musicale inglese/irlandese formatosi a Londra nel 1990, attualmente residente ad Amburgo, che combina elementi di musica Synth pop, Trance, ed EBM/Electro-industrial. Per descrivere questa particolare fusione di influenze musicali, all'inizio del nuovo millennio, viene coniato il termine Futurepop. Un genere emerso dalla scena EBM, che dall'inizio degli anni 2000 identifica il sound anche di altre band come ad esempio Apoptygma Berzerk, Icon of Coil e Assemblage 23. "VNV" nel nome sta per "Victory, not Vengeance", ("Vittoria, non Vendetta"), in accordo con il motto del gruppo, "One should strive to achieve; not sit in bitter regret", ("Ci si dovrebbe impegnare nel centrare gli obiettivi, non accasciarsi in un amaro rimorso".). 
La loro musica, sebbene si sia evoluta molto nel corso degli anni, è nota per essere costituita da testi profondi, malinconici, intimisti e riflessivi, cantati in maniera molto energica e sentita, riguardanti la società, la religione e aventi anche risvolti filosofici e psicologici, narranti sentimenti come l'amore, l'odio, la tristezza, la solitudine, l'aspirazione e l'alienazione. Sul lato strettamente musicale, i bpm dei brani sono spesso molto elevati, contribuendo a creare un tappeto sonoro molto ballabile. Sono presenti in quasi tutti i loro brani arpeggi di sintetizzatori ed elementi di musica orchestrale, come pianoforti, archi e cori. Le loro composizioni sono ben studiate sul piano degli arrangiamenti e delle melodie, e attente al coinvolgimento emotivo degli ascoltatori.
Caratteristica della loro musica è anche l'inserimento di diversi pezzi strumentali sui vari album, generalmente ricchi di variazioni e arrangiamenti.
Il loro brano Further (Burning Empires - 1999) è stato usato (cover by Life Force) nella colonna sonora del videogame IJI; analogamente, la canzone Illusion (Judgement-2007) è presente nella colonna sonora del videogioco "Hellblade: Senua's Sacrifice" di Ninja Theory.

## Formazione attuale
- Ronan Harris: autore dei brani, dei testi e responsabile della produzione musicale.

## Ex componenti
- Mark Jackson: produzione musicale e batteria elettronica, fino al novembre 2017.

## Storia
Il primo album del gruppo, Advance and Follow, è stato pubblicato nel 1995. Era un misto di musica elettronica discretamente ballabile e beat consoni a quella che era la musica EBM del periodo, con l'aggiunta di musica orchestrale. L'album successivo, Praise the Fallen (1998), seguiva la stessa onda musicale, ma ebbe un maggiore successo commerciale.

### Empires(1999)
Empires, uscito nel 1999, fu il loro album di maggior successo, scalò le classifiche tedesche e li fece conoscere all'interno della scena elettronica. Il disco riprendeva gli elementi dei precedenti album, aggiungendo però sintetizzatori più potenti, produzione più accurata, e ritornelli molto più orecchiabili e accattivanti. La musica era costituita maggiormente da pad e arpeggi di sintetizzatori, e fu composta solamente utilizzando un solo sintetizzatore, l'Access Virus, oltre a due campionatori di qualità medio-bassa.

### Futureperfect(2002)
Nel 2002 esce l'album Futureperfect, che incorpora elementi electro-industrial, si allontana dall'EBM e aggiunge diversi elementi della musica trance. Oltre a ciò, troviamo diversi elementi orchestrali, in maggiore abbondanza rispetto al passato, specialmente con l'inserimento del pianoforte. Questo album ha segnato una svolta commerciale per il gruppo, sempre più conosciuto, ma ha anche allontanato diversi fan che preferivano la loro musica passata, più scura e dura. Ciò ha causato anche un indebolimento della loro fama all'interno dell'underground della musica elettronica di quel periodo. Tuttavia, hanno intrapreso diversi tour mondiali di grande successo nel 2002 e 2003. La nota particolare di questo album è che è stato composto utilizzando principalmente sintetizzatori software (VST) invece di sintetizzatori hardware.

### Matter + Form(2005)
L'album del 2005, Matter + Form, aggiunge agli elementi del precedente album suoni più meccanici e crudi, notabili nel primo singolo del disco, Chrome. Una nota particolare dell'album è la voce di Ronan, inserita in maniera più naturale nel mix, risultando più di effetto. Questo disco vede anche l'inserimento di elementi della musica rock, che si notano nelle batterie e nelle note di basso, notevoli in pezzi come Perpetual e Arena. Rispetto ai precedenti album vi è un più vasto assortimento di hardware utilizzato, oltre che di VST.

### Judgement(2007)
Nel 2007 esce il quinto album in studio della band, Judgement, che mostra la continua evoluzione della band.
Il suono riprende maggiormente elementi energici dell'EBM, incorporati a sonorità marcatamente electro pop e synth pop. Il disco vede la prima vera ballad del gruppo, che ebbe notevole successo, ossia Illusion, un pezzo molto malinconico e profondo, cantato sulle note di un pianoforte e su bpm molto più bassi rispetto ad altri loro brani.
Il 26 agosto 2007, al festival Infest a Bradford, poco dopo l'omicidio di Sophie Lancaster Archiviato il 22 agosto 2012 in Internet Archive., Ronan Harris cantò Illusion in onore della ragazza scomparsa, e poco dopo il festival contattò la sua famiglia per offrire le sue condoglianze.

### Reformation 1(2009)
Due anni dopo Judgement, il box set Reformation 1 è stato pubblicato in Europa il 24 aprile 2009. La sua uscita negli Stati Uniti è stata il 12 maggio. Il disco contiene due cd e un DVD, contenenti inediti, remix e pezzi live dei loro successi maggiori dei precedenti album.

### Of Faith, Power and Glory(2009)
Nel 2009 vede la luce il loro album Of Faith, Power and Glory, annunciato sul loro MySpace. Harris descrisse il nuovo album con queste parole: "The 3 things that people desire and which can make you or destroy you!"
A causa dell'uscita di Reformation 1 a metà aprile, l'uscita dell'album è stata posticipata, ed è uscito negli Stati Uniti su CD e sull'iTunes Store il 23 giugno 2009, e in Europa il 19 giugno 2009.

### Crossing the Divide / Automatic(2010-2011)
Il 16 settembre 2011 esce l'album Automatic, pubblicato digitalmente e in CD in Europa e il 25 ottobre negli Stati Uniti.
Il 14 maggio 2012 è uscito un EP chiamato Crossing the Divide, contenente dei remix del precedente album, a cura di artisti più o meno affermati del panorama futurepop. Il lavoro è scaricabile gratuitamente dal loro canale SoundCloud.

### Gothic meets Klassik & Transnational(2012-13)
Nel novembre 2012 i VNV Nation, i Blutengel e i Staubkind si sono esibiti al Gothic meets Klassik Festival, a Lipsia. Esattamente l'11 novembre sono stati accompagnati da una vera e propria orchestra sinfonica, cosa molto originale e una novità assoluta per la loro musica. I pezzi eseguiti sono stati: Standing, Legion, Illusion, Beloved, Further, Nova e Solitary.
Il 6 marzo 2013 la band ha annunciato sul suo profilo ufficiale di Facebook l'album Transnational, che verrà pubblicato a settembre dello stesso anno, seguito da un tour promozionale che toccherà buona parte dell'Europa e degli Stati Uniti. Hanno affermato che l'album seguirà le orme di Automatic dal punto di vista musicale.
Il 12 settembre, tramite la loro pagina ufficiale di Facebook, annunciano l'uscita ufficiale dell'album, che, novità per il duo, uscirà anche in vinile, oltre che in digitale e in CD, l'11 ottobre in Europa e il 15 ottobre negli Stati Uniti. Il disco e il relativo vinile sono ordinabili dal sito di Amazon, e usciranno sotto l'etichetta Anachron Sounds. Il 23 settembre esce in free download un inedito estratto dal disco, Retaliate, scaricabile e ascoltabile sulla loro pagina di SoundCloud. Il giorno dopo, sempre sul loro canale di SoundCloud, pubblicano una preview dei pezzi del disco mixati tra loro.

## Discografia
Album in studio
- 1995 – Advance and Follow
- 1998 – Praise the Fallen
- 1999 – Empires
- 2002 – Futureperfect
- 2005 – Matter + Form
- 2007 – Judgement
- 2009 - Reformation 1 - #box set#
- 2009 – Of Faith, Power and Glory
- 2011 – Automatic
- 2013 - Transnational
- 2015 - Resonance - Music For Orchestra Vol. 1
- 2018 - Noire
- 2023 - Electric Sun

Singoli
- 1999 - Darkangel (Dependent Records)
- 2000 - Burning Empires (Standing) (Dependent Records)
- 2000 - Standing (Dependent Records)
- 2001 - Genesis (Dependent Records)
- 2002 - Beloved (Dependent Records)
- 2003 - Honour 2003 (Anachron Sounds)
- 2005 - Chrome (Anachron Sounds, Metropolis, SubSpace Communications)
- 2012 - Crossing The Divide (VNV Nation Self-released)
- 2018 - When Is The Future?

EP
- 1998 - Solitary EP (Off Beat)